# Новопавловка (Надеждинское муниципальное образование)
Новопавловка — село в Пугачёвском районе Саратовской области России, в составе сельского поселения Надеждинское муниципальное образование.
Население - 64 (2010)

## История
В Списке населённых мест Самарской губернии по данным 1859 года населённый пункт упомянут как владельческая деревня Пензятка (Новопавловка) Николаевского уезда, расположенная по правую сторону просёлочного тракта из Николаевска в Хвалынск, в 38 верстах от уездного города Николаевска. В деревне имелось 22 двора и проживало 92 мужчины и 90 женщин. В Списке населённых мест Самарской губернии по сведениям за 1889 год значится как деревня Пензятка. Согласно Списку деревня относилась к Шиншиновской волости, в ней проживал 271 жителя, земельный надел составлял 600 десятин удобной и 152 десятины неудобной земли.
Согласно Списку населённых мест Самарской губернии 1910 года в деревне Новопавловке (она же Пензятка) Селезнихинской волости (бывшая Шиншиновская волость) проживали 175 мужчин и 205 женщин (преимущественно русские, православные).

## Физико-географическая характеристика
Село находится в Заволжье, на правом берегу реки Малый Иргиз, на высоте около 30-35 метров над уровнем моря. Почвы - чернозёмы южные.
Село расположено примерно в 27 км по прямой к северо-западном направлении от районного центра города Пугачёв. По автомобильным дорогам расстояние до районного центра составляет 33 км, до областного центра города Саратов - 260 км, до Самары - 210 км.
Часовой пояс
Новопавловка, как и вся Саратовская область, находится в часовой зоне МСК+1. Смещение применяемого времени относительно UTC составляет +4:00.

## Население
Динамика численности населения по годам:
| Годы      | 1858 | 1889 | 1897 | 1910 | 2002 |
| --------- | ---- | ---- | ---- | ---- | ---- |
| Население | 185  | 271  | 320  | 380  | 79   |

| 2010 |
| ---- |
| 64   |

Национальный состав
Согласно результатам переписи 2002 года, в национальной структуре населения русские составляли 48 %, казахи - 39 %